# Werner Sombart
Pour les articles homonymes, voir Sombart.
 (mai 2016).
Si vous disposez d'ouvrages ou d'articles de référence ou si vous connaissez des sites web de qualité traitant du thème abordé ici, merci de compléter l'article en donnant les références utiles à sa vérifiabilité et en les liant à la section « Notes et références ».
Werner Sombart est un économiste et sociologue allemand né le 19 janvier 1863 et mort le 18 mai 1941. Il est le chef de « la jeune école historique » du premier quart du XXe siècle et une figure de la Révolution conservatrice allemande.
En 1902, son œuvre majeure, Le Capitalisme moderne (Der moderne Kapitalismus), parue en six volumes, est une histoire systématique de l'économie et du développement économique à travers les âges dans la perspective de l'École historique.

## Biographie

### Jeunesse

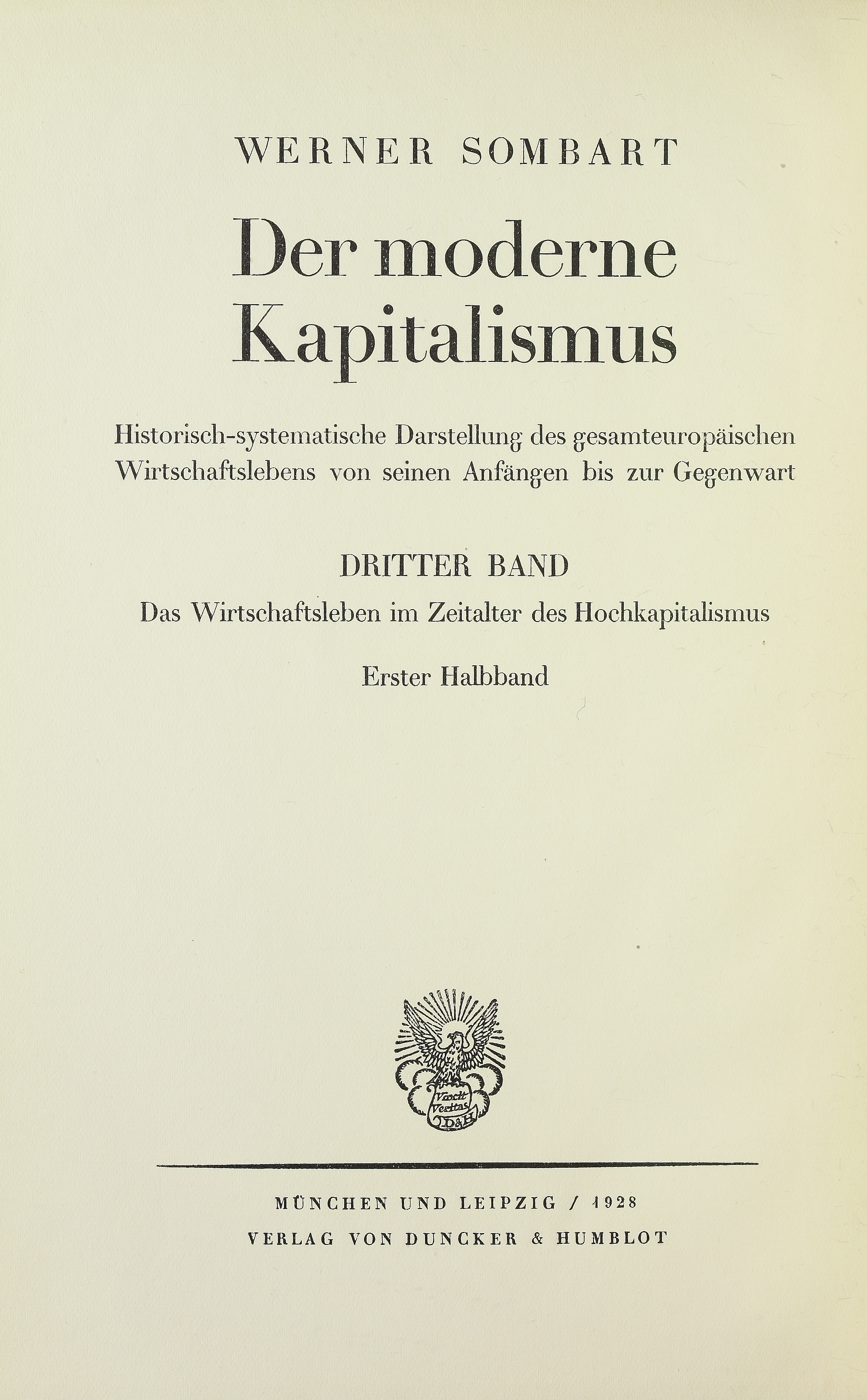
Wirtschaftsleben im Zeitalter des Hochkapitalismus, tome III de Der moderne Kapitalismus, 1928.

Né à Ermsleben, dans le Harz, en province de Saxe, fils d'un riche homme politique libéral, industriel et propriétaire foncier, Anton Ludwig Sombart, il étudie aux universités de Pise, Berlin et Rome, à la fois le droit et l'économie. En 1888, il fut docteur de l'Université de Berlin sous la direction de Gustav von Schmoller, le plus éminent économiste allemand de l'époque.

### Carrière d'économiste
Comme économiste et plus encore en tant que militant « social », Sombart était alors considéré comme d'extrême gauche, et de ce fait, il lui fut seulement offert — après des travaux pratiques comme directeur juridique de la Chambre de commerce de Brême — un poste de professeur assistant de l'université de Breslau. Quoique les facultés d'universités prestigieuses telles que Heidelberg et Fribourg le réclamassent, les gouvernements respectifs s'y opposèrent. Sombart, en ce temps-là, était un « marxien » éminent — pas un marxiste, mais quelqu'un qui utilisait et interprétait Karl Marx — au point que Friedrich Engels, avec qui il a correspondu, déclara qu'il était le seul professeur allemand qui comprenait Le Capital de Marx [réf. nécessaire].
En 1906, Sombart accepta un poste de professeur à l'école de commerce de Berlin, une institution moins prestigieuse que Breslau mais plus proche de l'action politique. Dans ce cadre, il élabora ses travaux, dans la suite de son Capitalisme moderne, à propos du luxe, de la mode, et de la guerre comme paradigmes économiques. Il faut souligner en particulier que les deux derniers restent les travaux de référence sur ces sujets jusqu'à ce jour. En 1906 parut son Pourquoi n'y a-t-il pas de Socialisme aux États-Unis ?, qui, bien qu'ayant été mis en cause naturellement depuis lors, reste un travail classique sur l'exceptionnalisme américain.
Pendant la Première Guerre mondiale, il publie Händler und Helden (Marchands et Héros, 1915), dans lequel il oppose l'« esprit commercial » anglais et l'individualisme libéral à la volksgemeinschaft (« communauté du peuple ») de l'État prussien, dans laquelle, pour reprendre le compte-rendu critique de Hayek, « l'individu n'a pas de droits, mais seulement des devoirs ».

### Carrière de sociologue
En 1917, Sombart devint professeur à l'université de Berlin. Il conserva sa chaire jusqu'en 1931, mais continua à enseigner jusqu'en 1940. Pendant cette période, il fut l'un des plus influents sociologues, beaucoup plus prestigieux que son ami [réf. nécessaire] Max Weber[réf. nécessaire], qui plus tard l'éclipsa au point qu'au XXIe siècle Sombart est presque oublié dans ce domaine.
Sombart situe la sociologie comme une partie intrinsèque des humanités (Geisteswissenschaften), comme une nécessité parce qu'elle implique les individus et requiert une compréhension (Verstehen) empathique intérieure, plutôt qu'une conception (Begreifen) objective, extérieure. Cette perspective devint très impopulaire pendant sa vie même, en réaction de la contradiction apportée par cette théorie à la « scientifisation » des sciences sociales. Une « scientifisation » dans la tradition d'Auguste Comte, d'Émile Durkheim familièrement appelée « jalousie de la physique ». Max Weber partageait largement les vues de Sombart dans ce domaine, et devenait à la mode. Il est resté un auteur important aujourd'hui encore.
Cependant, en raison du nombre d'éléments en commun entre les approches de Sombart et l'herméneutique de Hans-Georg Gadamer, qui est elle aussi une approche de la compréhension du monde fondée sur le Verstehen, il est reconsidéré dans certains cercles sociologiques ou même philosophiques qui sont en sympathie avec cette vision du monde et critique de l'approche « scientifique ». Les principaux essais sociologiques de Sombart sont rassemblés dans son recueil posthume de 1956 Noo-Soziologie.
Il participe en 1930 au troisième cours universitaire de Davos, avec de nombreux autres intellectuels français et allemands.

### Fin de vie et liens avec le national-socialisme
Sombart était membre de l'Académie nationale socialiste de droit allemand, fondée en 1933. La même année, il est accepté comme membre à part entière de l'Académie prussienne des sciences et comme membre correspondant de l'Académie bavaroise des sciences et est élu à l'Académie américaine des arts et des sciences. Le 19 août 1934, il est l'un des signataires de l'appel, paru dans le Völkischer Beobachter, des scientifiques allemands pour soutenir Adolf Hitler incitant à voter pour le plébiscite du 19 août 1934.
Son livre d'anthropologie de 1938, Vom Menschen (De l'Homme), aurait été empêché de publication et de distribution par les Nazis[réf. nécessaire].
Sombart est souvent assimilé, sur le plan politique, à d'autres auteurs proches de la « Révolution conservatrice », dont Heidegger ou Carl Schmitt, qui ont soutenu à des degrés divers le nazisme.

## Œuvre

### Présentation
Les Juifs et la vie économique (Die Juden und das Wirtschaftsleben, 1911), est un pendant de L'Éthique protestante et l'esprit du capitalisme (1904-1905) de Max Weber, qui étudie les relations entre le protestantisme (et particulièrement le calvinisme) et le capitalisme. Tout comme Weber, Sombart pense que l'évolution du capitalisme n'a pas été déterminé en premier lieu par des phénomènes naturels, mais par ce qu'il nomme la mentalité capitaliste. Néanmoins, alors que Weber pense que le calvinisme a tenu une influence prépondérante dans ce processus, Sombart place les Juifs au cœur de ce développement. Néanmoins, il déclare que « l'esprit juif n'est nullement lié à la personne du Juif » et se moque de la raciologie affirmant que celle-ci n'est que le simple reflet d'un jugement de valeur. Ce livre fut classé[Par qui ?] comme philosémite lorsqu'il fut publié, mais des chercheurs contemporains, comme Yuri Slezkine dans Le siècle juif (2004) ou l'historien Jeffrey Herf, le décrivent comme antisémite. Son biographe Franco Rizzo estime qu'il n'y a pas de racisme dans l'œuvre de Sombart, mais plutôt une critique idéaliste de la notion de race.
L'ouvrage le plus important de Sombart, Der moderne Kapitalismus (Historisch-systematische Darstellung des gesamteuropäischen Wirtschaftslebens von seinen Anfängen bis zur Gegenwart) est une histoire systématique de l'économie et du développement économique à travers les siècles et en grande partie une œuvre de l'École historique. Le développement du capitalisme est divisé en trois étapes. Le premier volume de Der moderne Kapitalismus, publié en 1902, traite du proto-capitalisme, des origines et de la transition vers le capitalisme de la société féodale, et de la période qu'il a appelée le capitalisme primitif - Frühkapitalismus - qui s'est terminée avant la révolution industrielle. Dans son deuxième volume, qu'il a publié en 1916, il décrit la période qui a commencé vers 1760, comme un « haut capitalisme » - Hochkapitalismus. Le dernier livre, publié en 1927, traite des conditions du XXe siècle. Il a appelé cette étape du capitalisme tardif - Spätkapitalismus, qui a commencé avec la Première Guerre mondiale. Les trois volumes ont été divisés en demi-volumes qui totalisaient six livres.
Sombart met en lumière la rationalisation de plus en plus poussée de tout le processus économique et, en particulier, des marchés, des prix, des différences entreprises industrielles et commerciales. Il souligne également l'organisation scientifique de la production capitaliste qui, visant à économiser l'argent, l'espace et le temps devient de plus en plus impersonnelle surtout en ce qui concerne les « forces de travail ». Il s'appuie sur une documentation historique considérable.
Quoique ultérieurement dédaigné des économistes néo-classiques, et très critiqué sur des points particuliers, il s'agit aujourd'hui encore d'un classique aux ramifications nombreuses, par exemple l'école des Annales (Fernand Braudel)[réf. nécessaire]. Le livre a été traduit en de nombreuses langues.
En 1934, il publie Le socialisme allemand, livre dans lequel il dénonce l'« ère économique », c'est-à-dire une époque durant laquelle « les mobiles dits "matériels" ont prétendu prédominer et ont prédominé toutes les autres aspirations ». Cette époque où la valeur suprême est l'argent tendrait selon Sombart à l'uniformité des modes de vie, l'homme devenant esclave de besoins artificiels. Il s'attache à définir le mot socialisme qui pour lui est un principe qui doit être adapté à chaque peuple différemment. Il y a autant de socialismes que de peuples et de nations. Dans sa préface, il soutient l'idée qu'il est possible d'allier socialisme et nationalisme de manière différente de ce que le parti national-socialiste ne le fait. De son livre, Sombart écrit ainsi « qu'il rencontrera de nombreux contradicteurs, je n'en doute pas, au sein du parti au pouvoir et en dehors. » Il se livre également à une critique poussée de l'impérialisme occidental auquel il reproche d'avoir répandu dans le monde un capitalisme destructeur des cultures enracinées, remplaçant des cultures variées par « l'uniformité grise de leur non-culture ». Il récuse toute idée de « nation supérieure » et est opposé à toute conception raciale de l'histoire ce en quoi il diffère profondément des nationaux-socialistes Le livre est recensé de façon très élogieuse dans le Wall Street Journal tandis que le Völkischer Beobachter, organe de presse officiel du Parti national-socialiste, très critique envers l'ouvrage, souligne que ses idées « n'ont guère à voir avec le national-socialisme ».

### Postérité
La postérité de l'œuvre de Sombart est difficile à évaluer, parce que ses accointances alléguées avec les Nazis ont rendu une analyse objective complexe (alors que ses positions socialistes initiales l'ont pénalisé dans les cercles plus bourgeois), particulièrement en Allemagne.
Comme il a été établi, en histoire de l'économie, son Capitalisme moderne est considéré comme un moment important et une source d'inspiration, bien que beaucoup de détails en aient été remis en cause. Des éléments majeurs de son œuvre économique concernent la découverte — récemment encore revalidée — de l'émergence de la comptabilité en partie double comme une précondition essentielle du capitalisme ou les études interdisciplinaires de la ville dans le sens des études urbaines. Il a aussi forgé le terme et le concept de destruction créatrice qui est un élément majeur de la théorie de l'innovation de Joseph Schumpeter (Schumpeter emprunta énormément à Sombart, sans toujours indiquer sa dette). Sombart est aujourd'hui une référence pour le courant des historiens économiques néo-schumpétériens, critiques de l'économie néoclassique, dont Erik Reinert est un des principaux représentants.
En sociologie, la majorité des commentateurs le tiennent pour une figure mineure et sa théorie sociologique comme une bizarrerie, ce qui est clairement contredit par le Journal of Classical Sociology ; aujourd'hui ce sont plutôt les sociologues philosophes, historiens et culturalistes qui, avec les économistes hétérodoxes, utilisent son travail. Sombart a toujours été très populaire au Japon ; l'une des raisons de sa faible réception aux États-Unis est que l'essentiel de son travail fut pendant une longue période non disponible en anglais.
Au début du XXIe siècle, la thèse de son livre Les Juifs et la vie économique est reprise en bonne partie par Jacques Attali dans Les Juifs, le monde et l'argent (paru en 2002), de même que par Alain Soral qui réédite l'ouvrage aux éditions Kontre Kulture.

### Publications originales
- Sozialismus und soziale Bewegung. Jena: Verlag von Gustav Fischer.
- Die deutsche Volkswirtschaft im neunzehnten Jahrhundert. Berlin: G. Bondi.
- Das Proletariat. Bilder und Studien. Die Gesellschaft, vol. 1. Berlin: Rütten & Loening, 1906
- Warum gibt es in den Vereinigten Staaten keinen Sozialismus? Tübingen: Mohr, 1906.
- Die Juden und das Wirtschaftsleben. Leipzig: Duncker & Humblot, 1911
- Krieg und Kapitalismus. München: Duncker & Humblot, 1913.
- Der Bourgeois. München und Leipzig: Duncker & Humblot, 1913.
- Händler und Helden. Patriotische Besinnungen. Duncker & Humblot, München/Leipzig, 1915
- Der moderne Kapitalismus. Historisch-systematische Darstellung des gesamteuropäischen Wirtschaftslebens von seinen Anfängen bis zur Gegenwart. Final edn. 1928, repr. 1969, paperback edn. (3 vols. in 6): 1987 Munich: dtv.
- Luxus und Kapitalismus. München: Duncker & Humblot, 1921.
- Das Wirtschaftsleben im Zeitalter des Hochkapitalismus, 2 volumes
- Deutscher Sozialismus. Charlottenburg: Buchholz & Weisswange, 1934.
- Vom Menschen. Versuch einer geisteswissenschaftlichen Anthropologie, Berlin: Duncker & Humblot, 1938.
- Noo-Soziologie. Berlin: Duncker & Humblot, 1956
- Economic Life in the Modern Age. Nico Stehr and Reiner Grundmann, eds. New Brunswick, 2001 : Transaction, 1916.

### Traductions françaises
- Les Juifs et la vie économique, traduit de l'allemand au français par le Dr S. Jankélévitch, 1923 ; rééd. Éditions Saint Rémi, 2005 ; Kontre Kulture, 2020
- Le Bourgeois, 1913, trad. fr. 1925 Dr S. Jankélévitch ; rééd. Payot, coll. Petite Bibliothèque Payot, 349 p., 1966 ; rééd. Kontre Kulture, 2020
- L'Apogée du Capitalisme, trad. fr. S. Jankélévitch, préf. André E. Sayous, trad. du 3ème vol. de "Der moderne Kapitalismus", Payot, 540 p., 1932
- Le Socialisme allemand, Éditions Pardès, 1990, 371 p.[15]
- Le Socialisme et le mouvement social au 19ème siècle, Éditions Le Mono, 174 p., 2017
- Comment le capitalisme uniformise le monde ?, préface de Guillaume Travers, Paris, La Nouvelle Librairie, coll. Éclairs, 53 p., 2020  (ISBN 978-2491446116)
- Amour, luxe et capitalisme : Le gaspillage comme origine du monde moderne, trad. fr. et préf. Guillaume Travers, Paris, Krisis, 262 p., 2022  (ISBN 978-2493898005)

### Ouvrages francophones
- Claudio Mutti, Introduction à l'œuvre de Werner Sombart, Parme, Edizioni all'insegna del veltro, 35 p., 2013.  (ISBN 978-8897600145).
- Alain de Benoist, Quatre figures de la Révolution Conservatrice allemande : Werner Sombart, Arthur Moeller van den Bruck, Ernst Niekisch, Oswald Spengler, Paris, Les Amis d'Alain de Benoist, 2014  (ISBN 978-2952832175).
- Guillaume Travers, Werner Sombart, Paris, éditions Pardès, coll. « Qui suis-je », 128 p., 2022  (ISBN 978-2867145896).
- Guillaume Travers (dir.), Nouvelle École. Werner Sombart, Paris, Nouvelle École, 242 p., 2022  (ISBN 978-2491446970).

### Ouvrages en langue étrangère
- (de) Appel, Michael (1992) Werner Sombart: Historiker und Theoretiker des modernen Kapitalismus. Marburg: Metropolis.
- (en) Jürgen G. Backhaus (1996), ed. Werner Sombart (1863-1941): Social Scientist. 3 vol. Marburg: Metropolis. (The standard, all-encompassing work on Sombart in English.)
- (de) Jürgen G. Backhaus (2000), ed. Werner Sombart (1863-1941): Klassiker der Sozialwissenschaft. Eine kritische Bestandsaufnahme. Marburg: Metropolis.
- (de) Bernhard vom Brocke (1987), ed.: Sombarts Moderner Kapitalismus. Materialien zur Kritik und Rezeption. München: dtv
- (de) Friedrich Lenger (de) (1994) Werner Sombart, 1863-1941. Eine Biographie. München: Beck.
- (en) Frederick Louis Nussbaum (1933) A History of the Economic Institutions of Modern Europe: An Introduction of 'Der Moderne Kapitalismus' of Werner Sombart. New York: Crofts.
- (de) Nicolaus Sombart (1991) Jugend in Berlin, 1933-1943. Ein Bericht. Frankfurt/Main: Fischer.
- (de) Nicolaus Sombart (1991), Die deutschen Männer und ihre Feinde. Carl Schmitt - ein deutsches Schicksal zwischen Männerbund und Matriachatsmythos. Munich: Hanser.
- (de) Rolf Peter Sieferle, Der resignierte Antikapitalismus: Werner Sombart In: ders.: Die Konservative Revolution. Fünf biographische Skizzen. (Paul Lensch, Werner Sombart, Oswald Spengler, Ernst Jünger, Hans Freyer). Fischer-Taschenbuch-Verlag, Frankfurt am Main 1995  (ISBN 3-596-12817-X).
- (de) Torsten Meyer (de): Werner Sombart (1863–1941). In: Technikgeschichte. 76 (2009), H. 4, S. 333–338.